# Matěj Brouček
Matěj Brouček je hrdina z knih Svatopluka Čecha: 
- Pravý výlet pana Broučka do Měsíce a o rok dříve časopisecky vydaný Výlet páně Broučkův do Měsíce: Cestopisecké črty od B. Rouska.
- Nový epochální výlet pana Broučka, tentokráte do XV. století
- Matěj Brouček na výstavě

Jedná se o typizovanou postavu obtloustlého bohatého pražského měšťana sedmdesátých a osmdesátých let 19. století. Je vlastníkem činžovního domu, sám nijak nepracuje a žije z vybraného nájmu. Svůj volný čas tráví dobrým jídlem a pitím po restauracích a nekonečným klábosením na různá témata s jemu podobnými lidmi. Vystupuje jako zbabělec, pokrytec a bezcharakterní prospěchář, který se přiklání vždy na takovou stranu, aby z toho měl nějaký prospěch. V jednu chvíli například něco tvrdí, aby to vzápětí odvolával a tvrdil něco úplně jiného. Nestará se o dění kolem sebe a jeho národnostní uvědomění, na rozdíl od jiných Čechů té doby, je nulové.
Na jeho osudech Svatopluk Čech satirickým způsobem kritizuje chování těchto lidí.
Souborně broučkiáda vyšla v roce 2016 v nakladatelství Host ve spolupráci s Ústavem pro českou literaturu a komparatistiku FF UK a Ústavem pro českou literaturu AV ČR v edici České knižnice.